# Войска Украины в войне в Донбассе (2014—2022)
Войсковая группировка Украины в войне в Донбассе в 2014—2022 годах состояла из подразделений Министерства обороны Украины (Вооружённых сил и территориальной обороны), Министерства внутренних дел Украины (подразделений милиции и Национальной гвардии), Государственной пограничная служба Украины, Службы безопасности Украины и Управления государственной охраны Украины.

## История
Численность и состав украинской войсковой группировки в ходе конфликта претерпевали изменения. Так, по оценкам автора Независимого военного обозрения Александра Шарковского, весной 2014 года группировка насчитывала 10-15 тысяч военных с 250 единицами бронетехники. Согласно заявлению премьер-министра Украины Арсения Яценюка, на август 2014 года группировка достигала численности в 50 000 человек. По оценкам автора Независимого военного обозрения Александра Шарковского, на начало апреля 2015 года войска Украины на востоке страны насчитывали до 20 бригад (6 механизированных, 3 аэромобильных, 1 воздушно-десантная, 3 артиллерийских и прочие) с общей численностью 60-65 тысяч человек с учётом тыловых подразделений и добровольческих батальонов, которые имели на вооружении 300 танков, около 900 бронетранспортеров (ещё около 300 могут быть подготовлены в течение года), 800 единиц ствольной и реактивной артиллерии (из них САУ - около 300 единиц). По заявлению Петра Порошенко, на 26 июня 2015 года численность украинских войск в зоне АТО увеличилась до 60 тысяч человек. По заявлению представителей ДНР, на конец августа 2015 года группировка украинских войск в Донбассе насчитывала 90 тысяч человек, 450 танков и 2,5 тысячи БМП и БТРов. По данным Совершенно секретно, на начало сентября 2015 года на востоке страны находилось порядка 50 тысяч украинских военных.

## Территориально-организационная структура группировки
Войсковая группировка разбита на 5 секторов: Сектор A, Сектор Б, Сектор C, Сектор Д и Сектор M.

## Состав группировки по подразделениям

### Подразделения Министерства обороны Украины
В операции задействованы следующие подразделения из состава Вооружённых сил:
- 101-я отдельная бригада охраны Генерального штаба Вооружённых сил Украины[7]
- Сухопутные войска:
  -  24-я отдельная механизированная бригада имени короля Данилы Галицкого[8]
  -  28-я отдельная механизированная бригада[9]
  -  30-я отдельная механизированная бригада[10]
  -  51-я отдельная механизированная бригада[11] — расформирована 21 сентября 2014 года[12]
  -  72-я отдельная механизированная бригада[13]
  -  92-я отдельная механизированная бригада[14]
  -  93-я отдельная механизированная бригада[15]
  -  128-я отдельная горнопехотная бригада[16]
  -  1-я отдельная танковая бригада[17]
  -  17-я отдельная танковая бригада[18]
  - 27-й реактивный артиллерийский полк[19]
  -  26-я артиллерийская бригада[20]
  -  44-я отдельная артиллерийская бригада (сформирована в сентябре 2014 года)[21]
  -  55-я отдельная артиллерийская бригада[22]
  -  11-я отдельная бригада армейской авиации[23]
  -  16-я отдельная бригада армейской авиации[24]
- Десантно-штурмовые войска:
  -  25-я отдельная воздушно-десантная бригада[25]
  -  79-я отдельная десантно-штурмовая бригада[26]
  -  80-я отдельная десантно-штурмовая бригада[27]
  -  95-я отдельная десантно-штурмовая бригада[28]
- Военно-морские силы:
  -  Сводная бригада морской пехоты[29][30][31], по другим данным — только рота численностью около 200 человек. В конце июля 2015 года Петр Порошенко заявил об отправке в Мариуполь ещё 2 батальонов и 1 дивизиона[32], а по другим источникам — целой бригады морской пехоты Украины[33]. В Широкине на смену добровольческим батальонам «Донбасс» и «Азов» введены морские пехотинцы из 1-го отдельного батальона, который ранее базировался в Крыму[34]. На 22 августа 2015 года в обороне Мариуполя было задействовано более 2 тысяч морских пехотинцев Украины, а в ближайшее время планируется увеличить это количество[35].
  -  73-й морской центр специального назначения[36]
  -  801-й отдельный отряд борьбы с подводными диверсионными силами и средствами[37]
- Военно-воздушные силы:
  -  15-я отдельная бригада транспортной авиации[38]
- Главное управление разведки:
  -  3-й отдельный полк специального назначения[39]
  -  8-й отдельный полк специального назначения[39]
  -  140-й центр сил специальных операций[укр.][40]
  - 54-й отдельный разведывательный батальон[41][42]
- Главное управление оперативного обеспечения:
  - Центр разминирования[43][44]

#### Батальоны территориальной обороны
Также в операции задействованы подчинённые Генеральному штабу и главам государственных областных администраций частично сформированные из добровольцев батальоны территориальной обороны:
- 2-й батальон территориальной обороны Ровенской области «Горынь»[46]
- 3-й батальон территориальной обороны Львовской области «Воля»[47]
- 5-й батальон территориальной обороны Ивано-Франковской области «Прикарпатье»[48]
- 9-й батальон территориальной обороны Винницкой области[49]
- 11-й батальон территориальной обороны Киевской области «Киевская Русь»[50]
- 12-й батальон территориальной обороны «Киев»[51]
- 13-й батальон территориальной обороны Черниговской области[52]
- 14-й батальон территориальной обороны Черкасской области «Черкассы»[53]
- 15-й батальон территориальной обороны Сумской области[54]
- 20-й батальон территориальной обороны Днепропетровской области[55]
- 22-й батальон территориальной обороны Харьковской области[56]
- 23-й батальон территориальной обороны Запорожской области[57]
- 24-й батальон территориальной обороны Луганской области «Айдар»[58][59]
- 34-й батальон территориальной обороны Кировоградской области «Батькивщина»[60]
- 39-й батальон территориальной обороны Днепропетровской области[61]
- 40-й батальон территориальной обороны Днепропетровской области «Кривбасс»[62]
- 41-й батальон территориальной обороны Черниговской области[63].
- 42-й батальон территориальной обороны Кировоградской области «Рух Опору»[64][65]

### Подразделения Министерства внутренних дел Украины
Согласно информации, опубликованной министром внутренних дел Украины Арсеном Аваковым, по состоянию на август 2014 года сводная группировка сил Нацгвардии и МВД в зоне АТО насчитывала почти 10 тысяч человек.
 В операции задействованы следующие подразделения из состава Национальной гвардии:
- Отдельный полк специального назначения «Гепард»[67]
- Отдельный полк специального назначения «Ягуар»[68]
- Полк специального назначения «Азов»[13][69][70][71] (до 17 сентября 2014 года — батальон[72], до 9 октября 2014 года в составе патрульной службы милиции[73])
- 1-я оперативная бригада[74]
- Батальон специального назначения «Донбасс» (сформирован на основе 1-й роты Добровольческого батальона территориальной обороны «Донбасс» уже участвовавшей в конфликте)[69][75]
- Батальон специального назначения им. Героя Украины генерала Кульчицкого (сформирован из 1-го[76] и 2-го резервных батальонов Национальной гвардии[77] уже участвовавших в конфликте)[78]
- 1-й батальон[69]
- 2-й батальон[69]
- 3-й батальон[69]
- Воинская часть № 3004[79]
- Воинская часть № 3023 — капитулировала 28 июня 2014 года[79]
- Воинская часть № 3035[80]
- Воинская часть № 3037[81][неавторитетный источник]
- Воинская часть № 3057[82]
- Отряд специального назначения по борьбе с терроризмом «Омега»[83]
- Отряд специального назначения «Барс»[84]

 В операции также принимают участие бойцы специального подразделения судебной милиции «Грифон». В АТО задействованы подразделения из Винницы, Львова и Закарпатья.
 В АТО задействованы отделы быстрого реагирования «Сокол». В операции принимают участие подразделения из Ивано-Франковской, Ровненской и Сумской областей.
 В боевых действиях принимают участие и бойцы бывшего подразделения милиции специального назначения «Беркут» из Ивано-Франковской и Закарпатской областей, а также Киева.
 Также в операции задействованы служащие Государственной автомобильной инспекции, в том числе и специального подразделения ГАИ «Кобра». По состоянию на средину июля 2014 года в антитеррористической операции приняли участие более 250 её сотрудников из 11 регионов Украины.
В АТО принимают участие сводные отряды милиции из Винницкой, Волынской, Киевской, Львовской, Николаевской, Полтавской, Тернопольской и Черниговской областей.
Также, в операции задействованы добровольческие спецподразделения по охране общественного порядка МВД Украины:
- Полк патрульной службы милиции особого назначения «Днепр-1»[83] (до 23 сентября 2014 года — батальон)[103]
- Батальон патрульной службы милиции особого назначения «Артёмовск»[69][104]
- Батальон патрульной службы милиции особого назначения «Винница»[105]
- Батальон патрульной службы милиции особого назначения «Золотые ворота»[106][107]
- Батальон патрульной службы милиции особого назначения «Ивано-Франковск»[108]
- Батальон патрульной службы милиции особого назначения «Киев-1»[69][109]
- Батальон патрульной службы милиции особого назначения «Киев-2»[110]
- Батальон патрульной службы милиции особого назначения «Киевщина»[111]
- Батальон патрульной службы милиции особого назначения «Кривбасс»[112]
- Батальон патрульной службы милиции особого назначения «Луганск-1»[69][113]
- Батальон патрульной службы милиции особого назначения «Львов»[114]
- Батальон патрульной службы милиции особого назначения «Миротворец»[115]
- Батальон патрульной службы милиции особого назначения «Николаев»[69][99]
- Батальон патрульной службы милиции особого назначения «Полтавщина» (сформирован 5 сентября 2014 года из батальона патрульной службы милиции особого назначения «Полтава»[100] и роты патрульной службы милиции особого назначения «Кременчуг»[100] уже участвовавших в конфликте, а также из новосформированной роты патрульной службы милиции особого назначения «Мирный»)[116]
- Батальон патрульной службы милиции особого назначения «Сармат»[117]
- Батальон патрульной службы милиции особого назначения «Свитязь»[118]
- Батальон патрульной службы милиции особого назначения «Святая Мария» (сформирован 24 сентября 2014 года из ранее принимавших участие в боевых действиях бойцов батальона «Шахтёрск» и полка «Азов», состоявших в «Сотне Иисуса Христа»)[119][120]
- Батальон патрульной службы милиции особого назначения «Сечь»[121]
- Батальон патрульной службы милиции особого назначения «Слобожанщина»[69]
- Батальон патрульной службы милиции особого назначения «Тернополь»[122]
- Батальон патрульной службы милиции особого назначения «Харьков-1»[69]
- Батальон патрульной службы милиции особого назначения «Харьков-2»[69]
- Батальон патрульной службы милиции особого назначения «Херсон»[18]
- Батальон патрульной службы милиции особого назначения «Чернигов»[123]
- Батальон патрульной службы милиции особого назначения «Шахтёрск»[124] — расформирован в октябре 2014 года[125]
- Батальон патрульной службы милиции особого назначения «Шторм»[69]
- Рота патрульной службы милиции особого назначения «Берда»[126]
- Рота патрульной службы милиции особого назначения «Богдан»[127]
- Рота патрульной службы милиции особого назначения «Восточный корпус»[126]
- Рота патрульной службы милиции особого назначения «Сумы»[128][129].
- Рота патрульной службы милиции особого назначения «Торнадо» — расформирована в июне 2015 года (см. Дело о преступлениях батальона «Торнадо»)[130].

### Подразделения Государственной пограничной службы Украины
В боевых действиях задействованы подразделения Государственной пограничной службы.

### Подразделения Службы безопасности Украины
Служба безопасности Украины с самого начала задействована в военном конфликте.
Непосредственно в боевых действиях принимает участие группа «А» Центра специальных операций Службы безопасности Украины. Её бойцы были задействованы в боях за Славянск, Краматорск и Мариуполь.
Также оперативниками СБУ ведётся активная контрразведывательная и антидиверсионная деятельность. За время операции, по сообщению украинских СМИ, ими были задержаны и обезврежены ряд «шпионов, диверсантов и высокопоставленных боевиков».

### Подразделения Управления государственной охраны Украины
Подразделения Управления государственной охраны (УГО) принимают активное участие в боевых действиях с самого их начала.
В начале апреля 2014 года для обеспечения охраны государственных учреждений в Донецке была привлечена служба усиления охраны «Булат» Управления государственной охраны Украины. Прибыв в город, подразделение освободило и удерживало здание Управления Службы безопасности Украины в Донецкой области.
В мае 2014 года спецназ УГО был задействован в боях за Славянск. Группа спецназа УГО провела успешную операцию в районе славянской телевышки, расширив зону безопасности вокруг неё до 5 тысяч метров в радиусе.
С апреля по сентябрь 2014 года в операциях на территории боевых действий приняло участие около 350—400 бойцов Управления государственной охраны.

## Добровольцы в составе группировки
Войсковая группировка частично укомплектована подразделениями, сформированными из добровольцев. Данные формирования курируются Министерством обороны и Министерством внутренних дел.
В ведении Минобороны находятся частично укомплектованные на добровольческой основе батальоны территориальной обороны, созданные на основании закона «Об утверждении Указа Президента Украины „О частичной мобилизации“» и указа президента Украины «Об утверждении положения о территориальной обороне Украины». Эти подразделения находятся в совместном подчинении Генеральному штабу ВСУ и глав региональных государственных администраций. Добровольческим подразделением другого рода является 3-й аэромобильный батальон «Феникс» 79-й отдельной аэромобильной бригады, созданный по инициативе волонтёра Юрия Бирюкова — он входит непосредственно в структуру Вооружённых сил Украины.
В ведении МВД находится ряд подразделений Национальной гвардии, сформированных из добровольцев. Изначально в составе Нацгвардии было создано два добровольческих подразделения — 1-й и 2-й резервные батальоны, в дальнейшем они были объединены в батальон имени героя Украины генерала Кульчицкого. Также, в ходе конфликта, в составе Нацгвардии был сформирован батальон специального назначения «Донбасс», основу которого составила 1-я рота Добровольческого батальона территориальной обороны «Донбасс» Семёна Семенченко, и передан Полк специального назначения «Азов», тоже состоящий из добровольцев.
В ведении МВД также находятся специальные подразделения патрульной службы милиции, целиком укомплектованные на добровольческой основе.

## Поддержка группировки со стороны граждан и организаций

### Государственные программы поддержки армии
31 июля 2014 года на время боевых действий был введён 1,5%-й «военный налог». Данный налог взимается с официальных зарплат, сумм компенсаций, премий и поощрительных средств, сумм выигрышей в государственных или негосударственных денежных лотереях, сумм выигрышей победителей в азартных играх.
Также действует государственная акция «Поддержи Украинскую армию», в рамках которой граждане могут перечислить денежные суммы на счёт Министерства обороны Украины посредством банковских переводов и звонков на номер «565» (стоимость одного звонка составляет 5 гривен). По состоянию на 31 июля 2014 года, в рамках акции на счета Минобороны было переведено 130 463 000 гривен, из них: посредством звонков на номер «565» — 33 975 000 гривен; кроме того, посредством переводов в иностранной валюте — 122 600 долларов США, 58 200 евро, 5 000 чешских крон, 450 канадских долларов и 140 швейцарских франков, что эквивалентно 2 329 600 гривнам. Данные средства разделены на нужды армии таким образом: 130 463 000 гривен — на материально-техническое оснащение армии, остальное — на медицинское обеспечение армии.
Кроме этого, правительство выпустило «военные» облигации для юридических лиц номиналом 1 000 гривен сроком обращения 2 года с доходностью 7 % годовых и выплатой процентов два раза в год и «военные» казначейские обязательства на 100 000 000 гривен для физических лиц. Только на внеплановом аукционе, проведённом 4 сентября 2014 года, Министерство финансов продало «военных» облигаций юридическим лицам на сумму в 21 402 000 гривен. К 18 сентября, по итогам четырёх аукционов, было привлечено 113 903 000 гривен.

### Помощь со стороны волонтёров
Военные получают активную поддержку со стороны волонтёров. Так, по данным СНБО на июль 2014 года, волонтёрами было передано 8 886 бронежилетов, из них: 4 860 — подразделениям МВД, 2 576 — подразделениям Минобороны, 1 450 — силам ГПС. К средине марта 2015 года, согласно данным украинского издания «AUTO-Consulting», волонтёры передали украинской армии не менее 260 бронированных автомобилей и более 2000 обычных внедорожников, фургонов и пикапов.

## Потери группировки
Согласно интервью Петра Порошенко данному Первому национальному телеканалу, по состоянию на 9 марта 2015 года погибло 1549 украинских военных, из них:
- Бойцы Вооружённых сил Украины — 1232 человека;
- Бойцы Национальной гвардии Украины — 132 человека;
- Служащие Министерства внутренних дел Украины — 99 человек;
- Бойцы Государственной пограничной службы Украины — 63 человека;
- Служащие Государственной службы Украины по чрезвычайным ситуациям — 16 человек;
- Сотрудники Службы безопасности Украины — 7 человек.

Также, согласно официальной информации СНБО и Генштаба украинской армии на начало марта 2015 года, 6226 военных получили ранения, 968 единиц бронетехники было потеряно.
По данным Ирины Геращенко (уполномоченная президента Украины по мирному урегулированию конфликта на востоке страны), опубликованным 19 сентября, около 2,4 тысяч военных и гражданских лиц числятся в списках пленных и пропавших без вести в Донбассе. Пресс-служба Министерства обороны Украины сообщило со ссылкой на данные сайта «Книга пам’яті загиблих», созданного при поддержке Национального военно-исторического музея Украины и Украинского института национальной памяти, что за время проведения АТО в период до 1 февраля 2015 года погибло 1750 украинских военных.
Следует также учесть, что ещё в начале вооружённого конфликта на востоке Украины в украинских СМИ была поставлена под сомнение оглашаемая в Киеве официальная статистика потерь. 6 августа 2014 года спикер парламента Новороссии Олег Царёв заявил о том, что, по его мнению, руководство Украины занижает число военных потерь в 2-2,5 раза.
19 августа в правозащитной организации «Солдатские матери Украины» заявили о преднамеренном сокрытии украинскими властями настоящих военных потерь в зоне силовой операции на востоке страны. По её мнению, согласно секретному распоряжению СНБО в учёт потерь заносят только военных, в то время как «количество убитых милиционеров, пограничников, военных из СБУ, нацгвардейцев и добровольцев из территориальных батальонов засекречивают». По данным матерей солдат «только в одном Славянске потери исчислялись сотнями». Она также заявила, что после отступления повстанцев, пришедшие украинские военные «тела всех убитых свалили в яму и просто засыпали экскаватором, сказав журналистам, что это „массовое захоронение“ убитых повстанцами местных жителей». По данным правозащитной организации «в последние недели ежедневно гибнет от 40 до 60 военнослужащих», а также говорит, что в настоящее время на станции «Купянск-узловая» «стоят в тупике четыре вагона-рефрижератора с телами наших военных, которые освобождали Луганскую область», к которым «не допускают, даже железнодорожников», а милиция говорит, что в них «секретный военный груз». Также она указывает, что в Донецкую область 17 июля «были отправлены шесть вагонов-рефрижераторов для вывоза тел погибших».
Эксперты ООН пришли к выводу, что официальные данные о количестве погибших и пострадавших в боях в Донбассе украинских военных являются «неточными и противоречивыми». На это указывается в отчёте о результатах работы мониторинговой миссии ООН на Украине. «Мониторинговая миссия ООН по правам человека на Украине и ВОЗ считают, что данные о количестве погибших украинских военных, гражданских и членов вооружённых группировок занижались на протяжении всего периода проведения антитеррористической операции», — говорится в отчёте. В качестве примера указывается на тот факт, что СНБО сообщил о 151 погибшем в период с 24 августа по 12 сентября, в то время как в Минобороны заявили, что только в районе Иловайска и некоторых других мест наиболее интенсивных боев погиб 181 боец сил АТО. «Уровень занижения военных потерь правительством можно заметить, сравнивая данные о раненых, предоставленные СНБО (3277) с числом военнослужащих, лечившихся в основных военных и гражданских лечебных учреждениях, расположенных в ближайших к боевым действиям областях — Днепропетровской, Харьковской и Запорожской. Их количество составляло не менее 4800 человек (…)», — говорится в отчёте. Кроме того, некоторые военные с лёгкими ранениями получили медицинскую помощь прямо на поле боя, а поэтому, вероятно, не учитывались в официальных отчётах, отмечают эксперты. Настоящее число раненых может вдвое превышать официально озвученную цифру, считают они.
Дезертирство
7 июля первый заместитель председателя Государственной пограничной службы Украины Павел Шишолин сообщил о «дезертирстве нескольких десятков пограничников».
26 июля 42 украинских военных из 51-й механизированной бригады перешли на территорию России из-за полного отсутствия боеприпасов, пищи и воды; в тот же день, по сообщению пресс-службы пограничного управления ФСБ по Ростовской области, двое украинских пограничника — «майор и старший прапорщик заявили о намерении просить российское гражданство». 3 августа 12 украинских военных, на пограничном пункте «Гуково» в Ростовской области сложили оружие и попросили убежища, указав причиной отсутствие у них довольствия и обеспечения. В ночь на 4 августа 438 украинских военнослужащих, включая бойцов 72-й механизированной бригады и пограничной службы, обратились к российским пограничникам с просьбой предоставить им гуманитарный коридор. Позднее 180 из них по собственному желанию были отправлены обратно на Украину. Спикер СНБО Украины Андрей Лысенко сообщил, что на территории Российской Федерации находятся 311 украинских военных — 171 военнослужащий вооружённых сил и 140 пограничников. 6 августа ещё 200 бойцов украинской армии были отправлены обратно. 7 августа были отправлены оставшиеся 48 человек.
16 августа Александр Захарченко заявил, что «один из командиров 25-й воздушно-десантной бригады взял с собой БМП, перешёл на нашу сторону. С сегодняшнего дня принял командование ротой. И такие случаи массовые». В тот же день официальный представитель пограничного управления ФСБ РФ по Ростовской области Николай Синицын сообщил о том, что утром 17 украинских военных перешли на территорию РФ в Ростовской области. 17 августа они были доставлены в пункт пропуска «Весело-Вознесенка» и переданы украинской стороне.
27 августа официальный представитель пограничного управления ФСБ РФ по Ростовской области Николай Синицын сообщил, что в районе российского населённого пункта Шрамко Матвеево-Курганского 62 украинских военных, сложив оружие на сопредельной территории, перешли границу в Ростовской области с просьбой об укрытии.
По словам главного военного прокурора Украины Анатолия Матиоса к марту 2015 года военная прокуратура завела 17 000 дел по факту дезертирства из Вооружённых сил.
Массовое пьянство
«По статистике Главного управления, каждый шестой случай небоевых потерь, каждое пятое ДТП с участием военнослужащих, практически все случаи хулиганства, каждое пятое нарушение воинской дисциплины и каждое десятое психиатрическое заболевание — это следствие злоупотребления спиртными напитками» отметил руководитель социально-психологического управления, заместитель руководителя главного управления по работе с личным составом Вооруженных сил Украины полковник Виталий Покотило. Главное управление по работе с личным составом неоднократно направляло письма в государственные администрации Донецкой и Луганской областей по вопросу об ограничении продажи спиртных напитков на территории АТО для военнослужащих.